# Den trygga världen
Den trygga världen är en novellsamling av Eyvind Johnson utgiven 1940.
Novellerna är skrivna på 1930-talet och präglas i grunden av en oro för det annalkande krigsutbrottet. Flertalet av berättelserna tecknar dock i kontrast mot detta stämningar eller sinnestillstånd och känsloupplevelser, bland andra novellen Dimman som är tillägnad minnet av författarens avlidna hustru Aase. Boken har beskrivits som Eyvind Johnsons mest lyriska novellsamling.

## Källa
1. ↑  Lindberger, Örjan (1990). Människan i tiden. Eyvind Johnsons liv och författarskap 1938-1976. Albert Bonniers förlag. sid. 42-43